# Eric Potter
Eric Potter (Estados Unidos, 1971) es un editor de cine estadounidense conocido por su trabajo en las películas underworld: Rise of the Lycans, The Vatican Tapes, The Lincoln Lawyer, Sweetwater, y 9/11.

## Filmografía
- Underworld: La rebelión de los licántropos (2009)
- Bajo la oscuridad (2011)
- The Big Ask (2013)
- Bésame (2014)
- Las cintas del Vaticano (2015)
- Honey 3 (2016)
- The Bronx Bull (2017)
- 11 de septiembre (2017)
- Beyond White Space (2018)
- Grand Isle (2019)
- Roped (2020)
- Paydirt (2020)
- Bienvenidos a Muerte Súbita (2020)
- Paradise Cove (2021)
- Jeepers Creepers: Renacidos (2022)
- Agua dulce (2023)